# Повіт Тьосей
Пові́т Тьо́сей (яп. 長生郡, ちょうせいぐん, МФА: [t͡ɕoːseː guɴ]) — повіт у префектурі Тіба, Японія.